# Cravagliana
Cravagliana (piemontesisch Cravajan-a) ist eine Gemeinde in der italienischen Provinz Vercelli (VC), Region Piemont.

## Lage und Einwohner
Cravagliana ist der größte und älteste Ort im Mastallonetal, einem Seitental des Sesiatals und hat 248 Einwohner (Stand 31. Dezember 2023). Die Nachbargemeinden sind Balmuccia, Cervatto, Fobello, Rimella, Rossa, Varallo, Valstrona, Varallo Sesia und Vocca.
Das Gemeindegebiet umfasst eine Fläche von 34 km².